# Dichotomius hempeli
Dichotomius hempeli är en skalbaggsart som beskrevs av Guido Pereira 1942. Dichotomius hempeli ingår i släktet Dichotomius och familjen bladhorningar. Inga underarter finns listade i Catalogue of Life.